# Baía de Davies
A Baía de Davies (69° 18′ S, 158° 34′ L) é uma baía costeira da Antártida, de 10 milhas náuticas (18 km) de largura, entre o cabo Drake e o cabo Kinsey, na Antártida.
Foi descoberta em fevereiro de 1911 a partir do navio Terra Nova (do tenente Harry L.L. Pennell, RN) da Expedição Antártica Britânica, 1910-13.
Recebeu o nome de Francis E.C. Davies, construtor naval do Terra Nova.